# Nymphon maldivense
Nymphon maldivense är en havsspindelart som beskrevs av Clark, W.C. 1961. Nymphon maldivense ingår i släktet Nymphon och familjen Nymphonidae. Inga underarter finns listade i Catalogue of Life.